# ATLS
Розширена підтримка життя при травмі (англ. Advanced Trauma Life Support (ATLS)) — це навчальні тренувальні курси для фахівців (лікарів) в наданні допомоги постраждалим при травмі. Програма розроблена Американською колегією хірургів. Аналогічні програми розроблені для середнього медперсоналу і бригад парамедиків. Курси ведуться більш ніж в 60 країнах світу, за межами США відомі під назвою «Невідкладна допомога важким травматологічним хворим» (Early Management of Severe Trauma (EMST)). Курси спочатку було створено для екстрених ситуацій, що передбачають наявність лише одного лікаря і однієї медсестри, станом на 2014 рік цей алгоритм використовувався в переважній більшості випадків для обстеження постраждалих в травматологічних відділеннях. Основною ідеєю є поетапність надання медичної допомоги та виявлення травм, що найбільше загрожують життю пацієнта. Також в алгоритмі враховується час надання медичної допомоги.

## Історія
ATLS виник в США в 1976 році. Тоді Джеймс Стайнер, хірург-ортопед, керуючи легким літаком, зазнав аварії в полі в штаті Небраска. Його дружина загинула на місці, троє з чотирьох дітей отримали серйозні пошкодження. У четвертого, Кріса, було зламано плече. Надавши першу допомогу на місці катастрофи, доктор Стайнер зупинив на дорозі машину. Прибувши в госпіталь, вони побачили, що він зачинений. В іншому госпіталі сім'ї надали неякісну допомогу — персонал маленької лікарні виявився просто не готовим до таких травм.
Повернувшись в Лінкольн, лікар задається питанням, як можна поліпшити надання допомоги пацієнтам з травмою.
Він розробляє алгоритм дії при роботі з хворими травматологічного профілю. Разом з доктором Полом Колікотом він в 1978 році представляє курс навчання лікарів ATLS. У 1980 році Комітет Американського коледжу хірургів прийняв програму і почалося її поширення по США.
ATLS став стандартом надання допомоги постраждалим і навчання лікарів.

## Український переклад
Перший офіційний переклад українською мовою 10-го видання книги «ATLS. Невідкладна медична допомога при травмі» опубліковано у 2022 році міжнародною організацією Глобальний альянс медичних знань (англ. GMKA). Це стало можливим після підписання меморандуму про взаєморозуміння між GMKA та Американською колегією хірургів, яка володіє правами на посібник для медиків.

## Первинний огляд
Перший і ключовий момент обстеження пацієнта, який надійшов в травматологічне відділення, називається первинним оглядом. На цьому етапі відбувається виявлення пошкоджень, що загрожують життю і одночасно починаються реанімаційні заходи. При обстеженні використовується правило ABCDE.

### Airway: забезпечення прохідності дихальних шляхів
Перший етап при первинному огляді полягає в оцінці прохідності дихальних шляхів. Якщо пацієнт може розмовляти, то, швидше за все, дихальні шляхи вільні. Якщо потерпілий без свідомості, то він/вона сам дихати не може. Дихальні шляхи можна відкрити опусканням підборіддя або висуненням нижньої щелепи (прийоми Сафара). Якщо дихальні шляхи забиті сторонніми предметами або вмістом (кров'ю, блювотою і т. д.), їх слід видалити. У випадку подальшого обструкції передбачається введення дихальної ендотрахеальної трубки.

### Breathing: дихання і вентиляція
Наступним етапом є обстеження грудної клітини: огляд, пальпація, перкусія і аускультація. Необхідно виявити наявність підшкірної емфіземи або зміщення трахеї. Метою обстеження є виявлення шести станів, які загрожують життю: обструкція дихальних шляхів, напружений пневмоторакс, масивний гемоторакс, відкритий пневмоторакс, флотуючий перелом ребер, забій легені і гемотампонада серця.

### Circulation: кровообіг і кровотеча
Кровотечі є переважаючою причиною смертності при травмі. Гіповолемічний шок виникає при істотній за обсягом втрати крові. На цьому етапі для запобігання розвитку шоку слід встановити два периферичних венозних катетера і почати вливання кристалоїдних розчинів. У разі відсутності ефекту від введення кристалоїдів призначається переливання одногрупної крові або, якщо такої немає в наявності, першої Rh- групи. Зовнішня кровотеча при пораненнях кінцівок тимчасово зупиняється притисненням. Приховане внутрішня кровотеча може спостерігатися при пораненнях грудей, живота і таза, а також при переломах довгих трубчастих кісток.
Станом на 2012 рік, ефект від використання VII фактора згортання при кровотечах не доведений. При тому, що він допомагає контролювати кровотечу, він викликає артеріальні тромбози, тому до закінчення клінічних досліджень треба утриматися від призначення.

### Disability: неврологічний статус
При первинному огляді неврологічний статус оцінюється за правилом AVPU (alert - активна відповідь, verbal stimuli response - відповідь на вербальне подразнення, painful stimuli response - відповідь на больове подразнення, or unresponsive - немає відповіді на подразник). Більш детальна оцінка і швидкий неврологічний огляд проводиться в кінці первинного огляду потерпілого. Він включає в себе оцінку рівня свідомості, розмір і реакцію зіниць, наявності симптомів зміщення головного мозку а також рівень травми спинного мозку.
Для оцінки свідомості використовується шкала коми Глазго, що дозволяє крім іншого оцінити прогноз виживання. Зміна рівня свідомості сигналізує про необхідність повторної оцінки рівня оксигенації, вентиляції та перфузії тканин. Крім того, на рівень свідомості впливає зміна рівня цукру в крові, прийом наркотиків або алкоголю. Якщо ці фактори виключені, то в зміні рівня свідомості слід підозрювати ЧМТ, до тих пір, поки не буде доведено протилежне.

### Exposure: оточення
Потерпілий повинен бути звільнений від всього одягу, бажано при цьому одяг розрізати. Необхідно зігрівати пацієнта, щоб уникнути розвитку гіпотермії. Введені розчини повинні бути підігрітими.

## Вторинний огляд
Вторинний огляд слід починати, як тільки життєві показники потерпілого прийшли в норму. Він включає в себе повне обстеження пацієнта, включаючи повторну оцінку життєвих показників і складання історії хвороби .

## Повторні огляди
Якщо це необхідно, повторні огляди проводяться для уточнення діагнозу і характеру пошкодження, супутніх травм і захворювань.

## Альтернативні програми
Альтернативний курс створений в Британії і називається Anaesthesia Trauma and Critical Care (ATACC) . Він призначений для навчання лікарів, які пройшли курси ATLS і ставить собі за мету подальше ведення пацієнта. Курс проводиться двома королівськими коледжами кілька разів на рік, записатися на нього можуть лікарі будь-якого профілю.
Крім того, існує ряд протоколів для специфічних ушкоджень. Наприклад, розроблений лікарями Австралії і Нової Зеландії протокол обстеження і лікування потерпілих від опікової травми.